# Psique contemplando al amor
Es un escultura de mármol blanco (74.5 X 65 X 33.6 cm), creada por Auguste Rodin, en el año de 1906.  El tallado fino y pulido del cuerpo femenino, se sostiene sobre una base no trabajada  con la leyenda "Psyque regardt l’Amour" , y se encuentra en el museo Soumaya de la Ciudad de México.  

## Inspiración de la obra y significado.
Seducido por los mitos de la mitología clásica, Rodin plasma en esta escultura, la leyenda del amor entre Psique y Eros; cuando él accidentalmente se clavó una de sus flechas de oro, quedó enamorado de la bella y mortal Psique. Venus, la madre de éste, reaccionó con celos e intentó matar a la bella Psique. Sin embargo, con ayuda de Céfiro, dios del viento del oeste,  Eros pacta desposar a Psique, pero sin que la joven lo conozca. Así que, sus encuentros solamente se dan durante la noche .
Psique incitada por sus envidiosas hermanas, desobedeció a su esposo y  se atrevió a mirarlo mientras él dormía. Extasiada por la belleza de Eros, no resiste inclinarse para besarlo, y una gota incandescente de su lámpara le quemó una ala a Eros, quedando roto el pacto; este es el momento que Rodin plasma en la obra. Se aprecia que la joven esbelta, de proporciones armoniosas que muestran su belleza, se esconde tras su larga cabellera, la cual se funde con el manto y la lámpara, mientras observa a su amante, que no aparece en la obra de Rodin, pero lo evoca en la mirada atónita de la joven Psique .
Psique tuvo que pasar muchas pruebas impuestas por Afrodita, y sacrificando su belleza, Zeus permitió su unión, y así nació el matrimonio perfecto entre mente y amor.
Es interesante notar que los pies de la joven  en la obra, se encuentran en la perfecta tercera posición de ballet clásico, lo que demuestra el interés  del escultor por la danza .